# Campeonato Roraimense de Futebol de 2022
O Campeonato Roraimense de Futebol de 2022 foi a 67.ª edição do futebol do estado de Roraima e a 27ª desde que se tornou profissional. O campeonato é organizado pela Federação Roraimense de Futebol e começou em 5 de março. Essa edição contou com seis clubes. O campeão ganhará vaga na Copa do Brasil de 2023, Copa Verde de 2023 e disputará a Série D de 2023. Os jogos serão disputados na capital Boa Vista, no Estádio Canarinho.
Pela 13ª vez em sua história (e 7ª consecutiva), o São Raimundo conquistou o título estadual ao vencer os 2 turnos (no primeiro superou o Náutico e venceu o Real no segundo), tornando-se o maior vencedor do campeonato após a adoção do profissionalismo em 1995.

## Regulamento
No primeiro turno, as seis equipes jogam entre si, em turno único, e os quatro mais bem colocados avançam para a fase final (semifinais e final). No segundo turno, os seis clubes se dividem em dois grupos, com três times cada. Os dois melhores em cada chave avançam para a semifinal e, os finalistas disputam o título do segundo turno. Em ambas as finais de turno o melhor colocado terá a vantagem do empate. O vencedor do primeiro turno decidirá com o vencedor do segundo turno o título da competição. Caso um mesmo time vença ambos os turnos, automaticamente será declarado campeão roraimense de 2022.

### Critério de desempate
Os critério de desempate foram aplicados na seguinte ordem:
1. Confronto direto;
2. Menor número de gols sofridos;[4]
3. Maior número de gols pró (marcados);
4. Sorteio

## Equipes participantes
| Boa Vista Boa Vista: Atlético Roraima Náutico Rio Negro São Raimundo Baré RealLocalização da sede dos clubes no estado. | Boa Vista Boa Vista: Atlético Roraima Náutico Rio Negro São Raimundo Baré RealLocalização da sede dos clubes no estado. | Boa Vista Boa Vista: Atlético Roraima Náutico Rio Negro São Raimundo Baré RealLocalização da sede dos clubes no estado. | Boa Vista Boa Vista: Atlético Roraima Náutico Rio Negro São Raimundo Baré RealLocalização da sede dos clubes no estado. | Boa Vista Boa Vista: Atlético Roraima Náutico Rio Negro São Raimundo Baré RealLocalização da sede dos clubes no estado. | Boa Vista Boa Vista: Atlético Roraima Náutico Rio Negro São Raimundo Baré RealLocalização da sede dos clubes no estado. | Boa Vista Boa Vista: Atlético Roraima Náutico Rio Negro São Raimundo Baré RealLocalização da sede dos clubes no estado. |
| --- | --- | --- | --- | --- | --- | --- |